# Xenospongia patelliformis
Xenospongia patelliformis är en svampdjursart som beskrevs av Gray 1858. Xenospongia patelliformis ingår i släktet Xenospongia och familjen Tethyidae.
Artens utbredningsområde är havet kring Australien. Inga underarter finns listade i Catalogue of Life.